# Cazonci
Als Cazonci wird in den Quellen der spanischen Kolonialzeit der Herrscher des mesoamerikanischen Volkes der Tarasken bezeichnet.

## Ursprung des Begriffes
Der Ursprung des Wortes Cazonci ist ungeklärt. In der Relacíon de Pátzcuaro von 1581 heißt es, die Azteken hätten den Herrscher der Tarasken caccoli („alte Sandale“) genannt, weil er bei seinem ersten Besuch in Tenochtitlán auf bescheidene Art und Weise gekleidet gewesen sein soll. Dies erscheint jedoch unwahrscheinlich, da der Begriff Cazonci bereits in der früher verfassten Relación de Michoacán auftaucht. Einer anderen, ebenfalls von Nahuatl-Wörtern abgeleiteten Interpretation zufolge bedeutet der Begriff etwa so viel wie „Herr der unzähligen Häuser [Dörfer]“.
Maurice Swadish geht dagegen von einem Ursprung aus dem Tarasco aus. Er leitet Cazonci von kats-o-n-tsi („rasiert“) ab; dementsprechend bedeutete der Titel etwa so viel wie „der Rasierte“. Dafür würde auch sprechen, dass bereits Bernardino de Sahagún andeutete, die Tarasken wären in älteren Zeiten als die „Leute mit den rasierten Köpfen“ bezeichnet worden.

## Aufgaben und Rechte
Zur Zeit der spanischen Eroberung Mexikos herrschte der Cazonci absolut über das Reich der Tarasken, wobei er durch eine Gruppe Berater unterstützt wurde. Im Wesentlichen war sein Amt jedoch ein religiöses, denn er herrschte als Repräsentant des obersten Gottes Curicaueri. Dadurch war er verpflichtet, Land zu erobern und die Curicaueri zu Ehren entfachten Ewigen Feuer in den Tempeln niemals erlöschen zu lassen. Außerdem gehörte er zu den axamencha, den Priestern, die bei der Darbringung von Menschenopfern die Herzen der Opfer den Göttern darbringen sollte. Als Symbole der Macht trug der Cazonci stets Pfeile und einen Bogen mit sich.
Dem Cazonci unterstanden direkt vier Gouverneure, die die vier Teile des taraskischen Reiches verwalteten. Daneben wurde er in jeder Siedlung von einem Aufseher (von den Spaniern Cacique, „Häuptling“, genannt) vertreten. Sein ständiges Gefolge bildeten die achaecha, Stammesoberhäupter niederen Ranges. Dagegen bestand seine gesamte Dienerschaft ausschließlich aus Frauen, denen nachgesagt wurde, sie seien die Ehefrauen des Cazonci. Jedoch konnte dieser sie auch an hohe Generäle verheiraten.